# Chris Heighington

a Compétitions nationales et continentales officielles uniquement.

b Matchs officiels uniquement.
Chris Heighington, né le 14 janvier 1982 à Camden (Australie), est un joueur de rugby à XIII australien d'origine anglaise évoluant au poste de troisième ligne ou de deuxième ligne.
Il fait ses débuts en National Rugby League avec les Wests Tigers lors de la saison 2003 avec lesquels il est champion de NRL en 2005. Il rejoint en 2013 les Sharks de Cronulla-Sutherland avec un nouveau titre de NRL en 2016, puis rejoint en 2018 les Knights de Newcastle. Il est l'un des rares joueurs à avoir disputé plus de 300 matchs en NRL.
Il a également été appelé en sélection d'Angleterre dans le cadre de la Coupe du monde 2017 avec laquelle il est finaliste.

## Palmarès
- Collectif :
  - Vainqueur de la National Rugby League : 2005 (Wests Tigers) et 2016 (Sharks de Cronulla-Sutherland).

- - Finaliste de la Coupe du monde : 2017 (Angleterre).
  - Finaliste du Tournoi des Quatre Nations : 2011 (Angleterre).

### En sélection

#### Coupe du monde
| Édition        | Rang      | Résultats pays | Résultats Heighington | Matchs Heighington |
| -------------- | --------- | -------------- | --------------------- | ------------------ |
| Australie 2017 | Finaliste | 4 v, 0 n, 2 d  | 1 v, 0 n, 2 d         | 3/6                |